# Communauté de communes du Pays de Meslay-Grez
Die Communauté de communes du Pays de Meslay-Grez ist ein französischer Gemeindeverband mit der Rechtsform einer Communauté de communes im Département Mayenne in der Region Pays de la Loire. Sie wurde am 26. Dezember 2000 gegründet und umfasst 22 Gemeinden. Der Verwaltungssitz befindet sich im Ort Meslay-du-Maine.

## Historische Entwicklung
Der Gemeindeverband wurde ursprünglich unter dem Namen Communauté de communes de Meslay-du-Maine gegründet. Am 30. Oktober 2003 erfolgte die Fusion mit der Communauté de communes du Pays de Grez-en-Bouère zur nunmehrigen Organisation.

## Mitgliedsgemeinden
| Gemeinde                                      | Einwohner 1. Januar 2022 | Fläche km² | Dichte Einw./km² | Code INSEE | Postleitzahl |
| --------------------------------------------- | ------------------------ | ---------- | ---------------- | ---------- | ------------ |
| Arquenay                                      | 672                      | 25,25      | 27               | 53009      | 53170        |
| Bannes                                        | 119                      | 8,32       | 14               | 53019      | 53340        |
| Bazougers                                     | 1.086                    | 31,72      | 34               | 53025      | 53170        |
| Beaumont-Pied-de-Bœuf                         | 203                      | 13,31      | 15               | 53027      | 53290        |
| Bouère                                        | 1.066                    | 42,54      | 25               | 53036      | 53290        |
| Chémeré-le-Roi                                | 433                      | 15,18      | 29               | 53067      | 53340        |
| Cossé-en-Champagne                            | 307                      | 20,88      | 15               | 53076      | 53340        |
| Grez-en-Bouère                                | 977                      | 27,29      | 36               | 53110      | 53290        |
| La Bazouge-de-Chemeré                         | 495                      | 24,84      | 20               | 53022      | 53170        |
| La Cropte                                     | 226                      | 14,15      | 16               | 53087      | 53170        |
| Le Bignon-du-Maine                            | 320                      | 14,29      | 22               | 53030      | 53170        |
| Le Buret                                      | 313                      | 12,92      | 24               | 53046      | 53170        |
| Maisoncelles-du-Maine                         | 510                      | 15,83      | 32               | 53143      | 53170        |
| Meslay-du-Maine                               | 2.784                    | 24,18      | 115              | 53152      | 53170        |
| Préaux                                        | 161                      | 9,58       | 17               | 53184      | 53340        |
| Ruillé-Froid-Fonds                            | 575                      | 23,56      | 24               | 53193      | 53170        |
| Saint-Brice                                   | 524                      | 13,23      | 40               | 53203      | 53290        |
| Saint-Charles-la-Forêt                        | 219                      | 10,61      | 21               | 53206      | 53170        |
| Saint-Denis-du-Maine                          | 456                      | 14,55      | 31               | 53212      | 53170        |
| Saint-Loup-du-Dorat                           | 335                      | 8,29       | 40               | 53233      | 53290        |
| Val-du-Maine                                  | 971                      | 23,67      | 41               | 53017      | 53340        |
| Villiers-Charlemagne                          | 1.080                    | 27,57      | 39               | 53273      | 53170        |
| Communauté de communes du Pays de Meslay-Grez | 13.832                   | 421,76     | 33               | –          | –            |